# Valvoline
Valvoline Inc. é um fabricante e distribuidor americano de óleos automotivos, aditivos e lubrificantes da marca Valvoline. Também possui as redes Valvoline Instant Oil Change e Valvoline Express Care de centros de reparação de automóveis. Desde 2016. é a segunda maior prestadora de serviços de troca de óleo nos Estados Unidos com 10% de participação de mercado e 1.050 localidades.

## História

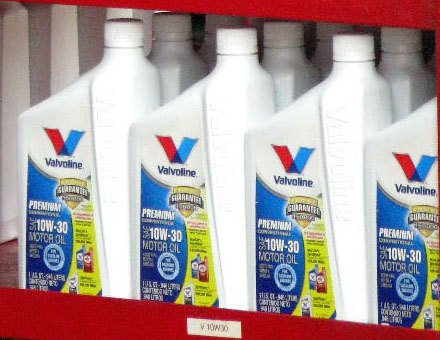
Óleos de motor Valvoline exibidos

Dr. John Ellis, o inventor de um lubrificante de petróleo para motores a vapor, fundou a Valvoline em 6 de setembro de 1866, em Binghamton, Nova York, como a "Companhia de Refinação de Petróleo Contínuo". Em 1868, Ellis renomeou seu óleo de cilindro Binghamton para o mais memorável Valvoline. No ano seguinte, transferiu a Continuous Oil Refining Company para o Brooklyn. Com seu filho e genro, Ellis renomeou a empresa para "Ellis & Leonard" e se mudou para Shadyside, Nova Jersey. Valvoline recebeu elogios de Charles F. Chandler e outros na Exposição de Paris de 1878. Na década de 1890, o óleo Valvoline estava associado a carros de corrida vencedores. Durante o início do século 20, Valvoline era o óleo de motor recomendado para o Ford Modelo T.
Em 1949, Ashland Inc. comprou a Freedom-Valvoline Company. Em 2016, a subsidiária Valvoline da Ashland representava cerca de 37% da receita anual da controladora. A Valvoline concluiu uma oferta pública inicial na Bolsa de Valores de Nova York em 22 de setembro de 2016, antes da Ashland desmembrar a Valvoline como uma empresa independente em 5 de maio de 2017.

## Patrocínios

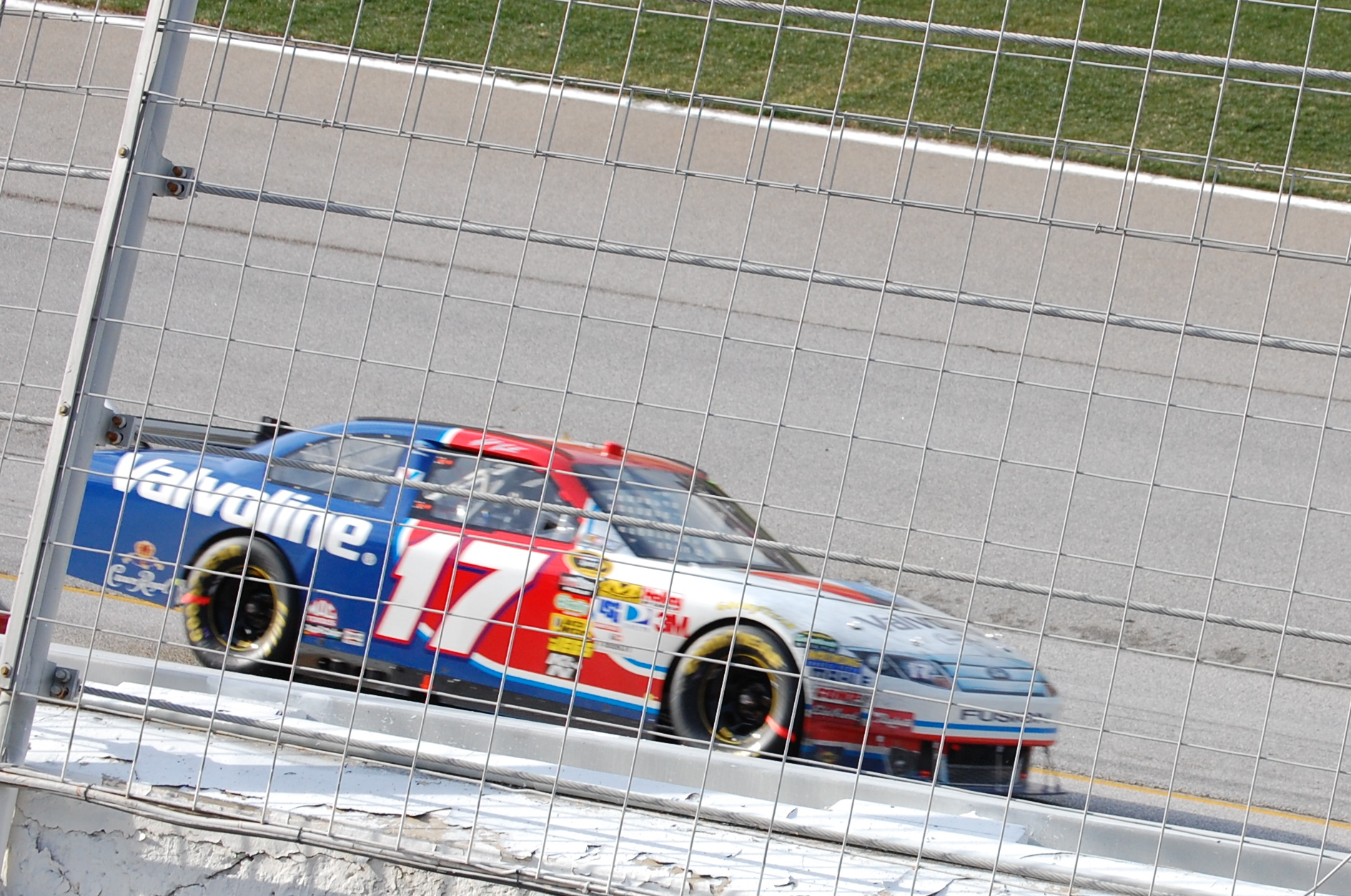
Carro da série Sprint Cup número 17 com cores Valvoline

A Valvoline patrocinou várias corridas de automóveis para comercializar seu óleo de motor, incluindo o SCCA National Championship Runoffs e o Bommarito Automotive Group 500. A Valvoline também patrocinou o piloto da NASCAR Cup Series Mark Martin (1992-2000), o piloto da CART Al Unser Jr. (1988-1993) e as equipes da NASCAR RahMoc Enterprises e Ginn Racing e Hendrick Motorsports (desde 2014).
Na Austrália, a Valvoline detém os direitos de nomeação do Sydney Speedway e patrocina o Australian Sprintcar Grand Prix. Também patrocinou o Campeonato Australiano de Fabricantes de 1994.
A Valvoline também foi a fornecedora oficial de lubrificantes da Marussia F1 Team em 2014 (mais tarde Manor Marussia F1 Team em 2015), mas a equipe não mostrou o logotipo da Valvoline nos carros da Marussia F1, apesar de utilizar motores Ferrari.
Desde junho de 2020, a Valvoline patrocina o clube Sevilla FC da La Liga como parceiro global, com seu logotipo aparecendo nas mangas dos kits de jogo.